# Arhopala shelfordi
Arhopala shelfordi är en fjärilsart som beskrevs av Dudley Moulton 1911. Arhopala shelfordi ingår i släktet Arhopala och familjen juvelvingar. Inga underarter finns listade i Catalogue of Life.